# タラファル・デ・サン・ニコラウ基礎自治体 (カーボベルデ)
タラファル・デ・サン・ニコラウ基礎自治体（ポルトガル語: Concelho de Tarrafal de São Nicolau）は、カーボベルデの基礎自治体のひとつ。

## 隣接行政区画
- リベイラ・ブラヴァ

## 教区
- São Francisco